# Edraianthus tarae
Edraianthus tarae är en klockväxtart som beskrevs av Lakušic. Edraianthus tarae ingår i släktet Edraianthus och familjen klockväxter.
Artens utbredningsområde är Montenegro. Inga underarter finns listade i Catalogue of Life.